# Peter Akinola
Pour les articles homonymes, voir Akinola.
 (mars 2016).
Si vous disposez d'ouvrages ou d'articles de référence ou si vous connaissez des sites web de qualité traitant du thème abordé ici, merci de compléter l'article en donnant les références utiles à sa vérifiabilité et en les liant à la section « Notes et références ».
Peter Akinola (né le 27 janvier 1944) est un évêque anglican du Nigéria. Proche de la Basse Église évangélique, il exerce actuellement un rôle prédominant dans le réalignement anglican. 
À la conférence GAFCON de Jérusalem en 2008, il prend la tête des anglicans conservateurs, qui refusent notamment l'acceptation de l'homosexualité. Il n'a pas assisté à la conférence de Lambeth tenue quelque temps plus tard.